# アントニア・ホワイト
アントニア・ホワイト（Antonia White 本名はEirine Botting、1889年3月1日 - 1980年4月10日）は、イギリスの女性小説家である。代表作に自伝的な小説『五月の霜』Frost in May (1933年)、The Lost Traveller (1950年) 、Sugar House (1952年)、Beyond the Glass(1954年)がある。

## 生涯
1889年3月1日、父セシル・ボッティング（Cecil Botting）と、母クリスティン (Christine) のもとロンドンに生まれる。兄弟姉妹はない。父はロンドンの中等学校、セント・ポール学院でラテン語・ギリシア語の教師をしており、ラテン語とギリシア語の教科書も書いている。父は娘が男の子であったら、と強く願っていたという。
セシルは娘が古典学者となることを望んでいて、アントニアが4歳になると自ら古典語を教えた。両親はもともと英国国教会の信者であったが、アントニアが7歳の時に娘ともどもカトリックに改宗した。
アントニア・ホワイトは7歳の時、ローハンプトンの寄宿制女子校、聖心女子学校に入学した。この女学校は聖心修道会が経営し、生徒もヨーロッパ各国のカトリックの上流階級の子女が大半を占めていた。カトリックの教えに基づく厳しい教育が実践されており、この時の経験は処女作『五月の霜』の執筆に大きな影響を与えた。15歳の時、父の誕生日プレゼントにするために書いた小説が学校から「不道徳である」とされ、家庭の経済事情もあったことから聖心女子学校を退学した。その後、父が教鞭をとるセント・ポール学院の姉妹校、セント・ポール女子学院に通う。この時の経験は小説The Lost Traveller に反映されている。一時は大学進学を目指していたが、知人のすすめにより王立演劇学校に数ヶ月間通った後、旅回りの劇団に女優として参加する。
1921年には貴族出身のレジー・グリーン・ウィルキンソン(Reggie Green-Wilkinson)と結婚した。しかし、この結婚は「白い結婚」であり、2年後に二人は離婚した。結婚の不成就が証明されたことはアントニアにとり精神的な負担が大きかった。1923年には軍人のロバート・レッグ(Robert Legg)と婚約するが、その後アントニアは一時精神の不調をきたし、1923年11月にロンドンの公立の精神病院、ベドラムに入院する。入院期間は約半年間に及び、その間にロバート・レッグとの婚約は破棄された。最初の夫との離婚、ベドラムへの入院経験については小説Beyond the Glassに反映されている。退院後もアントニアは生涯、精神の不調に悩まされた。その後、コピーライターとして広告代理店に就職する。
1925年にアントニア・ホワイトは内務省の役人、エリック・アーンショー・スミス(Eric Earnshaw Smith)と二度目の結婚をする。夫婦関係は良好であったが夫は同性愛的性向があり、夫婦それぞれが家庭外に情事を持ち、アントニアが他の男性の子を妊娠したため1930年に離婚した。
1929年に採鉱学者、ルドルフ・グロソップ(Rudolph Glossop)との間に長女、スーザン・チティ(Susan Chitty）をもうける。
1930年に広告代理店の同僚、トム・ホプキンソン(Tom Hopkinson)と三度目の結婚をし、1931年に次女リンダル・ホプキンソン(Lindall Hopkinson)をもうけるが、1938年に離婚した。
アントニア・ホワイトは広告代理店に勤務したほか、一時的に大学で教鞭をとったこともある。1980年にサセックスの修道院付属病院で亡くなった。
二人の娘はそれぞれに母親との関係について著作がある。長女、スーザン・チティはNow to My Mother次女、リンダル・ホプキンソンは Nothing to Forgive を出版している。
アントニアは哲学者バートランド・ラッセル(Bertrand Russell)と二十台後半のころ、交際していた。また、作家ジューナ・バーンズ(Djun aBarnes)や前衛美術の収集家であったペギー・グッゲンハイム(Peggie Guggenheim)とも親交があった。

## 作家活動
アントニア・ホワイトというペンネームは、母親が幼少期に娘を”Tony(トニー）”と呼んでいたこと及び母の旧姓がホワイトであったことに由来する。作家としての出発は、1928年に『ライフ・アンド・レターズ』に短篇、「雲の家」（House of Clouds）が掲載されたことである。処女作『五月の霜』は聖心女子学校での経験に基づき書かれており、1933年に出版され、ベストセラーとなった。アントニアは父の誕生日に贈ろうと十代のころに初めて書いた小説が原因で退学になったことと、父親に拒絶されたことに打撃を受け、父親が死亡して20年間が経過するまで『五月の霜』の執筆に着手することはなかった。
The Lost Traveller (1950)、Sugar House (1952)　及びBeyond the Glass (1954)　は『五月の霜』に続く内容であり、四作品はアントニア・ホワイト自身の9歳～23歳の期間に渡る自伝的な小説である。
他に、短編集、飼い猫をモデルにした児童文学、カトリックの信仰を回復するまでの書簡集等がある。
アントニア・ホワイトの小説はエリザベス・ボウエンにより、「アントニア・ホワイトの語りの手法はジェイン・オースティンのそれのように緻密で、明解で軽やかである。アントニア・ホワイトはその手法からそれることなく文章を書く。唯一似たものがあるとすれば、それはジェイムズ・ジョイスの『若き芸術家の肖像』である」と評されている。

## 作品の一覧

### 小説
- Frost in May (1933) 
  - 『五月の霜』 北條文緒訳、みすず書房 2007年
- The Lost Traveller (1950)
- Sugar House (1952)
- Beyond the Glass (1954)
- Minka and Curdy (1957)　児童向け
- Living with Minka and Curdy (1970)　児童向け

### 短編集
- Strangers (1954)

### 書簡集、エッセイ
- The Hound and the Falcon: The Story of a Reconversion to Catholic Faith (1965)
- As Once in May (1983)

### 戯曲
- Three in a Room: Comedy in 3 Acts (1947)

### 日記
- Antonia White Diaries 1926-1957, Viking Books, 1992
- Antonia White Diaries 1958-1979, Viking Books, 1992

## 伝記
- Now to my Mother, A Very Personal Memoir of Antonia White, Susan Chitty, Weidenfeld & Nicolson, 1985
- Nothing to Forgive A Daughter's Life of Antonia White,  Lyndall Hopkinson, Chatto & Windus, 1988
- Antonia White A Life, Jane Dunn, Jonathan Cape, 1998